# Kampfgeschwader 200
Kampfgeschwader 200 (dobesedno slovensko: Bojni polk 200; kratica KG 200) je bil bombniški letalski polk (Geschwader) v sestavi nemške Luftwaffe med drugo svetovno vojno.

## Organizacija
- štab
- I. skupina
- II. skupina
- III. skupina
- IV. skupina

## Vodstvo polka
Poveljniki polka (Geschwaderkommodore)
- polkovnik Heinz Heigl: februar 1944
- major Adolf von Hernier: 6. marec 1945